# 主観
主観（しゅかん、英: subject、仏: suject、独: Subjek）とは「客観」（きゃっかん、独: Objekt）と対になる概念であり、認識（知覚もしくは思考）機能の担い手を意味する。また、実践においては行為の主体を意味する。Subjekt - Objekt は実践行為では「主体ー客体」と翻訳される。また「主観」「客観」は西周の作成した訳語である。

## 語源
Subjekt はラテン語の subiectum、Objekt は obiectum をドイツ語化したものであり、ラテン語の subiectum はギリシア語の hypokeimenon（ヒュポケイメノン：基体）であり、直訳すれば「下に置かれているもの・こと」を意味し、「ある議論ないし理論において何かを述べたり規定したりするときにその前提とされているもの」を指す。hypokeimenon（ヒュポケイメノン：基体）はアリストテレスの用語でもある。アリストテレスは hypokeimenon と antikeimenon を対を成す用語としては使っていなかった。また、中世から近代初頭にかけても subiectum と objectum は対を成す概念として扱われていなかった。

## 意味の変化
hypokeimenon と、そのラテン語訳である subiectum は古代から近代初頭まで常に「基体」という意味と「主語」という意味で使われてきた。カント哲学以降のいわゆる「主観」という意味は全く含まれていなかっただけでなく、「基体」という意味で subiectum が使われる場合は「心の外にそれ自体で存在するもの」であるという意味で使用されていた。

## 近代主観概念の成立
ホッブズ（1588年生 - 1679年没）においても「感覚の基体（subiectum sensionis）」という用法が用いられており、ライプニッツ（1646年生 - 1716年没）においても「基体あるいは魂そのもの（subiectum ou l'âme même）」という記述があることから、カント哲学以前より subiectum には「心の内なる基体」「心の内なる実体」と言った用法が使われていたことが容易に想像できる。ライプニッツ・ヴォルフ学派のヨハネス・ニコラウス・テーテンス（1736年生 - 1807年没）、ランベルト（1728年生 - 1777年没）等も subiectum を「心の内なる基体」という意味で使用していた。
ロック（1632年生 - 1704年没）やバークリー（1685年生 - 1753年没）等による認識論によって、存在の問題を認識の問題として解釈する考え方が生まれた。しかし「精神」については個別の心の実体と解釈されており、カントの言う超越論的主観には到達していない。

## カント以降における主観
カントは subiectum を認識機能の「主観」と位置付け、主観自体は世界を超越していながら世界の存在を基礎づけるという意味で「超越論的（transzendental）」な「主観」に読みかえることで、認識される限りの「客観（obiectum）」のみを存在者として認知する「主観ー客観関係」という論理を発表した。しかしカントの論理では認識主観とその相手となる客観であるところの「現象」の背後の「主観ー客観関係」には人間があらゆる認識手段を使用しても知り得ない「物自体」を想定せざるを得なかった。カントの理論の中では理論理性と実践知性、もしくは認識と実践の二元論として対応することになった。
フィヒテ、シェリング、ヘーゲルらのドイツ観念論者たちはカントの理論を引き継ぎ、この二元性を一元化することによって物自体を消し去ることを目的とした。ドイツ観念論者たちは、認識と実践とを主観による根本的な活動形態の2つとして把握することにより、二元性を一元化するという課題を解決した。
新カント派のリッケルトらは、主観によって客観とされるものである物理的・心理的な様々の属性を全て排除したところで得られる超個人的・非人格的形式が厳密な意味での認識論的主観であると主張した。